# 앨릭스 이
앨릭스 이(영어: Alex Yee)로 알려진 알렉산더 에이머스 에드워드 이 MBE(영어: Alexander Amos Yee MBE, 1998년 2월 18일~)는 영국의 트라이애슬론 선수이다. 2020년 하계 올림픽에서 혼성 릴레이 금메달과 남자 개인전 은메달을 획득했고 2024년 하계 올림픽에서 남자 개인전 금메달과 혼성 릴레이 동메달을 획득했다.

## 어린 시절
이는 1998년 런던 루이셤에서 중국계 모잠비크인 이민자 아버지인 론 이(영어: Ron Yee)와 잉글랜드인 어머니인 에마 에이머스 이(영어: Emma Amos Yee)의 아들로 태어났다. 아버지가 중국인 혈통이기 때문에 중국어 이름을 가지고 있으며 중국어 이름은 위리성(중국어: 余力生)이다.